# Headland
Pour les articles homonymes, voir Headland (homonymie).
La ville de Headland est située dans le comté de Henry, dans l’État de l’Alabama, aux États-Unis. Lors du recensement de 2000, elle était peuplée de 3 523 habitants.

## Démographie
| 1900 | 1910  | 1920  | 1930  | 1940  | 1950  | 1960  | 1970  |
| ---- | ----- | ----- | ----- | ----- | ----- | ----- | ----- |
| 602  | 1 090 | 1 252 | 1 811 | 2 052 | 2 091 | 2 650 | 2 545 |

| 1980  | 1990  | 2000  | 2010  | - | - | - | - |
| ----- | ----- | ----- | ----- | - | - | - | - |
| 3 327 | 3 266 | 3 523 | 4 510 | - | - | - | - |